# Bonjour docteur
Bonjour docteur est un téléroman québécois en 58 épisodes de 25 minutes créé par Micheline Bélanger et Roger Fournier, diffusé du 13 septembre 1987 au 4 mai 1989 à la Télévision de Radio-Canada.

## Synopsis
« Bonjour docteur » raconte la vie des Morency, une famille qui compte trois générations de médecins. Ceux-ci doivent faire face à plusieurs problèmes liés à la pratique de la médecine moderne.

## Fiche technique
- Scénariste : Micheline Bélanger et Roger Fournier, Bondfield Marcoux, Jean Daigle et Albert Martin
- Réalisation : Réjean Chayer, Michel Bériault et Louis Plamondon
- Société de production : Productions SDA

## Distribution
- Raymond Bouchard : Dr Philippe Morency
- Patricia Tulasne : Dr Catherine Morency
- Paul Hébert : Dr Léopold Morency
- Ann Martinot : Colette Morency
- François Tassé : Jean-Pierre Auger
- Anne Caron : Carole Archambault
- Muriel Dutil : Pauline Leclerc
- Suzanne Garceau : Sylvie
- Louise Marleau : Isabelle Dauteuil
- Denys Picard : Dr Leblond
- Louise Portal : Julie Clément
- Paul Berval : Hector Lemieux
- Cédric Noël : Mathieu Le Clerc
- Charlotte Boisjoli : Madeleine Lemieux
- Jean-Paul Zehnacker : Pascal
- Guillemette Grobon : Nadine
- Olivette Thibault : Émilie
- Robert Toupin : Paul Vallières
- Nicole Leblanc : Mme Banville
- Jean Brousseau : M. Banville
- Guy Mignault : Robert
- Yolande Roy : Marie-Hélène Caron
- Lionel Villeneuve : Lucien Marleau
- Ginette Boivin : Gisèle Trépanier
- Thomas Hellman : Claude Morency
- Henri Chassé : Nicolas Brière
- Jean-Pierre Bergeron : Jacques Lemire
- Denise Proulx : Marguerite Sauvageau
- Louison Danis : Mme Cantin
- Gilles Renaud : M. Cantin
- Jacques Thisdale : Dr Chagnon
- Béatrice Picard : Florence Durocher
- David La Haye : Luc Jodoin
- Claude Prégent : Pierre Jodoin
- René Caron : Gaston Durocher
- Serge Denoncourt : Maurice Durocher
- Gisèle Trépanier : Marie-France Tanguay
- Suzanne Champagne : Diane
- Marie Dumais : Sophie
- Normand Lévesque : Dr Mathieu
- Louise Laparé : Mme Chagnon
- Serge L'Italien : Concierge
- Pierre Chagnon : Paul
- Jean-Pierre Matte : Dr Chérère